# 楊再思
楊 再思（よう さいし、? - 709年）は、中国の唐代の政治家。本貫は鄭州原武県（現在の河南省原陽県の西南）。明経に及第し、694年、武則天の下で鸞台侍郎・同鳳閣鸞台平章事に上り、左粛政御史大夫を兼ねた。中宗が重祚すると、戸部尚書・同中書門下三品・京師留守に任ぜられ、弘農郡公に封ぜられた。のちに鄭国公に進んだ。死後、特進・并州大都督の位を追贈され、乾陵に陪葬された。諡を恭といった。
楊 再思（よう さいし、860年 - 954年）は、中国の唐末からの五代にかけての飛山蛮の首長。本貫は叙州（現在の湖南省洪江市の西南）。楊居本の子。912年、叙州を誠州と改め、10人の子を分封して、十峒蛮酋と称した。